# Starkad

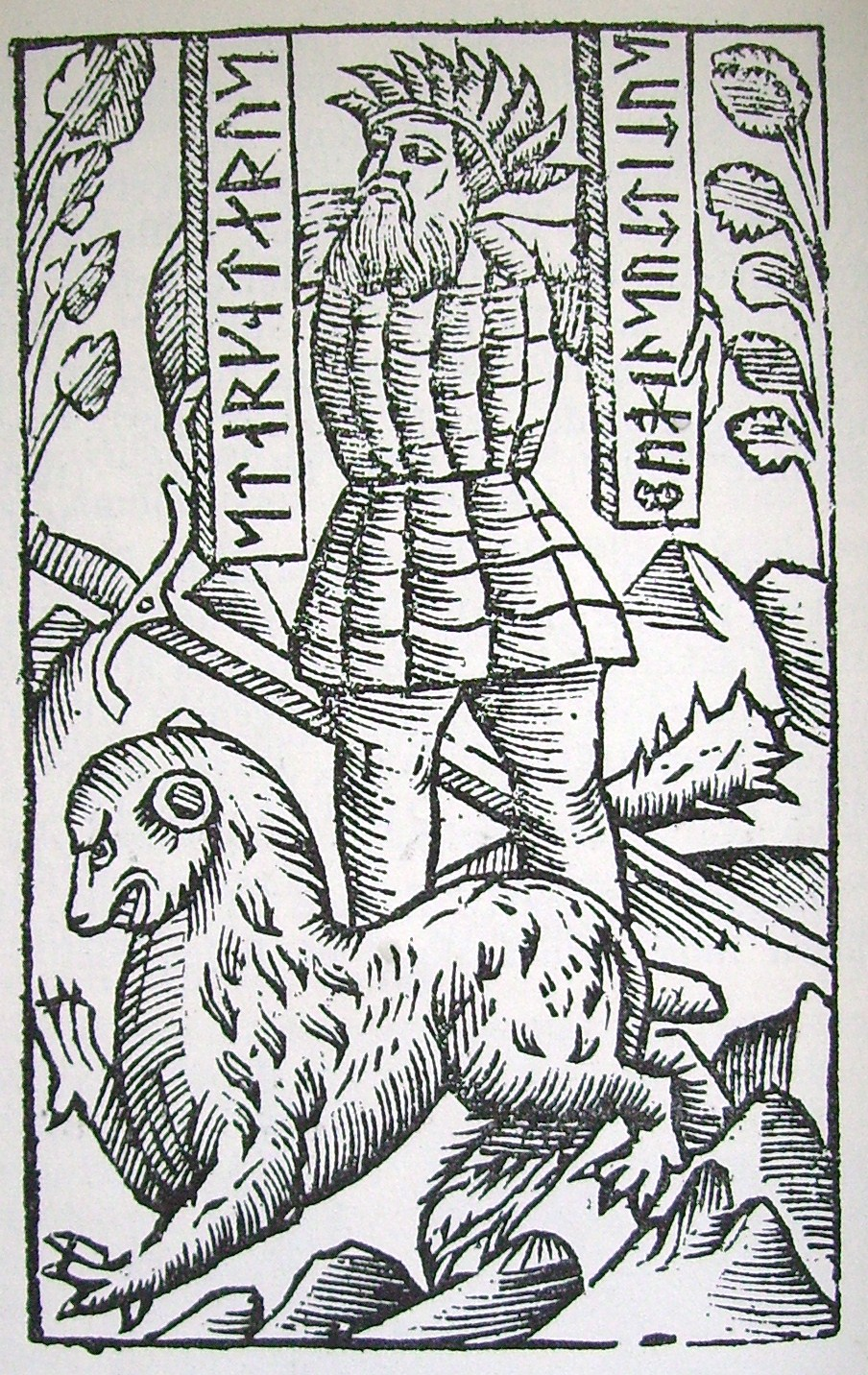
Jätten Starkad ur Olaus Magnus Historia om de nordiska folken.

Starkad, under senmedeltiden även kallad Starkader, Starkodder  eller Starkotter, var en fornnordisk sagohjälte bland annat omtalad av Saxo och i flera fornaldarsagor. Han sägs vara född av en jätte, och var Odens skyddsling, men inte omtyckt av Tor. Starkad får ett betydligt längre liv än vanliga människor. Han beskrivs såsom en uråldrig kämpe och fungerar ofta som manare till krig och mannadåd inför den förvekligade ungdomen. Han behandlas bland annat i ett epos Stærkodder av Christen Pram.
I den svenska traditionen, som möjligen kan relateras till 800-talets expansion mot Finland och Karelen, skildras mest hans öden i österled. I den norska berättas bland annat att hans huvud bet omkring sig i gräset, där det hamnat när han halshöggs.

## I populärkulturen
Starkadder har fiktionaliserats i Bernard Kings trilogi fantasy-romaner. Den första boken i sviten bär titeln Starkadder.

## Namnet
Namnet Starkadder med varianter är ovanligt som namn. Det har dock inom modern historia kommit till användning inom populärkulturen. Dessa inkluderar:
- Stærkodder,[4] systerfartyg till dert pansarklädda fartyget SMS Prinz Adalbert, färdigställt för Danmarks flotta 1864 och under en kort tid använt inom amerikanska inbördeskriget.[5]

- Starkadder, släktnamn i Stella Gibbons debutroman Cold Comfort Farm från 1932.[6]
- Starkodder, i Vilhelm Mobergs Nybyggarna (1956) namnet på den första dragoxe som Karl Oskar köper i det nya landet.[7]
- Starkad, en planet i dansk-amerikanske SF-författaren Poul Andersons roman Ensign Flandry. Boken gavs ut 1966.[8]
- Starkadh,[9] fästning presenterat i Guy Gavriel Kays fantasy-trilogi Fionavars vävnad (1980-talet).

## Se också
- Starkodders sten, Trollhättan